# Danuta Rago
Danuta Rago (ur. 17 sierpnia 1934 w Dobrem, zm. 19 grudnia 2000 w Piasecznie) – fotoreporterka w prasie polskiej, dziennikarka, artystka fotografka; specjalizowała się w fotografii portretowej.

## Życiorys
Po maturze w 1952 r. została zatrudniona w pracowni fotograficznej Zarządu Ochrony Zabytków w Ministerstwie Kultury i Sztuki, jednak po roku rozpoczęła studia na Wydziale Aktorskim Państwowej Wyższej Szkoły Teatralnej w Warszawie. W tym czasie poślubiła Lecha Grabowskiego – krytyka sztuki, autora tekstów z zakresu krytyki i historii fotografii. Po urodzeniu syna przerwała studia aktorskie i znalazła zatrudnienie w Ośrodku Dokumentacji Zabytków PAN w Warszawie. Naukę kontynuowała na Wydziale Historycznym Uniwersytetu Warszawskiego w trybie eksternistycznym.
W 1995 r. działała w Studenckim Teatrem Satyryków w Warszawie. Wówczas spotkała Grzegorza Lasotę, redaktora „Sztandaru Młodych”, który stworzył jej możliwość publikacji pierwszych zdjęć. W tym czasie wyszła za mąż za Wiesława Nowakowskiego.

## Działalność fotograficzna
Od 1955 r. współpracowała z pismami i agencjami prasowymi jako fotoreporterka, a fotografia stała się nie tylko jej pasją, ale także zawodem. Zdjęcia Danuty Rago publikowano w „Walce Młodych”, „Sztandarze Młodych”, pracowała także dla Agencji Robotniczej oraz tygodnika „Świat” (1956-1969), a od 1966 r. związana była z Centralną Agencją Fotograficzną. Po powstaniu tygodnika „Perspektywy” (1969-1990) zaproponowano jej współpracę, początkowo w dziale fotoreporterskim. W 1977 r. awansowała na szefa działu, zastąpiła Renarda Dudleya. Funkcję tę pełniła do emerytury, w tym samym czasie pismo przestało istnieć.
Danuta Rago uczestniczyła w wystawach fotograficznych, zasiadała w jury konkursów fotografii (od 1975 r. w konkursie Interpress Foto w Berlinie). Cztery razy wyróżniano ją podczas World Press Foto.
Od 1959 r. była członkinią zarządu Klubu Fotografii Prasowej Stowarzyszenia Dziennikarzy Polskich. Od 1976 należała do Związku Polskich Artystów Fotografików. W latach 1990–1995 pełniła funkcję prezeski (największego) Okręgu Warszawskiego Związku Polskich Artystów Fotografików. Angażowała się w organizację wystaw. Wśród nich były wystawy historyczne, międzynarodowe, m.in.: Jubileusz Warszawski (1996); wystawy związane z półwieczem ZPAF (1997) – Gumy, Tadeusz Wański, W Kazimierzu nad Wisłą, Tadeusz Cyprian (1998), Tadeusz Kantor i jego teatr (1998). Dzięki niej powstało także kilka publikacji tematycznych.

### Twórczość
Tematyka jej zdjęć jest szeroka. Dokumentowała współczesne jej wydarzenia i problemy (wyjazd Mazowsza do USA, kopalnie diamentów w Jakucji, praca robotników na wielkich budowach, codzienność prowincji).

#### Fotografia portretowa
W pracy reporterskiej interesował ją jednak przede wszystkim portret sytuacyjny. Fotografowała zarówno przypadkowo spotkanych ludzi, jak i znane osoby: polityków, naukowców, aktorów, muzyków, z którymi zetknęła się podczas dziennikarskiej pracy. Wśród nich byli: Robert Graves, Maria Kuncewiczowa, Ewa Demarczyk, Jan Cybis, Helena Rubinstein, Melchior Wańkowicz, Władysław Broniewski, Jadwiga Grabowska, Friedrich Dürrenmatt. Zdjęcia Rago, zwykle czarno-białe, powstały bez używania dodatkowego światła, a prezentowane na nich osoby ukazywała w naturalnym oświetleniu, co było charakterystyczne dla jej techniki.
Powstające od lat 50. portrety przedstawiano na wystawach indywidualnych. Wernisaż pierwszej – Szkice do człowieczej struktury – odbył się w 1971 r. Podsumowaniem jej pracy i najważniejszą manifestacją twórczą stała się ostatnia wystawa Narodziny fotografa w 1999 r. W ocenie Anny Duńczyk: „Zaprezentowane portrety robione z zamysłem, odsłaniają osobowość fotografowanego, charakter i nastrój chwili. Bezpośredni i ujmujący sposób bycia zjednywał jej ludzi, nigdy nie reżyserowała sytuacji. Niemniej jednak jej wieloletnia praca reporterska miała wpływ na dziennikarski sposób interpretacji rzeczywistości”.

#### Odznaczenia
- Złoty Krzyż Zasługi (1979)[5];
- Odznaka „Zasłużony Działacz Kultury” (1989)[5].

#### Wystawy indywidualne
- Szkice do człowieczej struktury (1971) Warszawa; MPiK Ściana Wschodnia;
- Portrety (1980) Warszawa, Rzeszów, Piła;
- Narodziny fotografa (1999), Warszawa, Stara Galeria ZPAF;

ze Zbyszkiem Siemaszką:
- Panorama Racławicka (1979) Warszawa;

- Ołtarz Mariacki Wita Stwosza (1986) Warszawa, Kraków, Norymberga, Londyn, Wiedeń[3];
- Fabryka złudzeń (2023) Warszawa[5].

#### Ilustracje do książek
- Giaur wśród Jankesów Wiesław Górnicki;
- Lena płynie na północ Wiesław Nowakowski[3].

#### Albumy
- FSM Polmo Bielsko-Biała (1979);
- Ołtarz Mariacki Wita Stwosza (1987);
- Kolekcja im. Jana Pawła II – Fundacja Janiny i Karola Porczyńskich (1988),
- z Z. Siemaszką Der Krakauer Marien Altar Veit Soss, Lipsk 1922[3].

## Nagrody
- 1962 Interpress Foto w Budapeszcie – Srebrny Medal;
- 1962, 1963,1968, 1976 World Press Photo w Holandii – dyplomy honorowe;
- 1976 Człowiek i Morze Czarne – Brązowy Medal[3].